# 피칸치 더블
《피칸치 더블》은 일본의 츠츠미 유키히코 감독이 피칸치의 후속으로 제작한 영화이다. 음악 그룹 아라시의 일원들이 전편에 이어 이 영화의 주연을 맡았다. 한국에서는 개봉되지 않은 영화이다. 원안은 같은 소속사 선배 그룹V6의 멤버인 이노하라 요시히코가 써 화제를 모으기도 했다.

### 주연
- 마츠모토 준(아라시)
- 오노 사토시(아라시 리더)
- 이노하라 요시히코(V6 겸 출현자 겸 이영화의 원안)
- 아이바 마사키(아라시)
- 니노미야 카즈나리(아라시)
- 사쿠라이 쇼(아라시)

## 출연
- 아키야마 나츠코
- 반 안리
- 덴덴
- 한카이 카즈아키
- 코모토 마사히로
- 미나가와 사루토키
- 미야지 마오
- 미즈카와 아사미
- 무라마츠 토시후미
- 나카무라 유키
- 오바야시 타케시
- 우에시마 류우헤이
- 야마자키 하지메

## 주제가
주제가
- 아라시 〈피칸치 더블〉

삽입곡
- 아라시 〈미치〉

## 제작진
- 감독: 쓰쓰미 유키히코
- 각본: 가와하라 마사히코
- 원안: 이노하라 요시히코(V6)